# Kategorie odbiorów energii elektrycznej
Odbiory w obiekcie mogą zostać podzielone ogólnie na trzy kategorie. O zaszeregowaniu odbioru decyduje jego znaczenie dla obiektu oraz wrażliwość na nieprawidłowości występujące w napięciu zasilającym. 
- Kategoria III - należą do niej odbiory bez znaczenia strategicznego dla obiektu, niewymagające specjalnych warunków zasilania. Zalicza się do nich zwykle: oświetlenie ogólne, ogrzewanie, systemy wentylacji podstawowej itp.
- Kategoria II - należą do niej odbiory, dla których kilkunastosekundowy zanik napięcia nie stanowi zagrożenia, a których zasilanie musi być rezerwowane ze względu na ich znaczenie w systemie. Należą do nich: oświetlenie awaryjne, systemy wentylacji awaryjnej, urządzenia bezpieczeństwa przeciwpożarowego itp. Są to odbiory niewrażliwe zwykle na zaniki napięcia, zakłócenia impulsowe czy szumy, dobrze znoszące odkształcenia napięcia, odporne na odchyłki częstotliwości i wahania wartości skutecznej oraz niepodatne na przepięcia. Od źródła rezerwowego wymaga się niezawodności i natychmiastowej gotowości do pracy po awarii napięcia w sieci energetycznej oraz zdolności długotrwałego podtrzymywania zasilania.
- Kategoria I - należą do niej odbiory strategiczne nietolerujące żadnych przerw w zasilaniu. Zalicza się do nich między innymi: sieci komputerowe, systemy przetwarzania i transmisji danych, urządzenia telekomunikacyjne, itp. Są to urządzenia wymagające zarówno ciągłości napięcia zasilającego, jak i bardzo dobrych parametrów kształtu napięcia, źle znoszące wszelkie zakłócenia.